# Jacob Jusu Saffa
Jacob Jusu Saffa er en politiker fra Sierra Leone som repræsenterer partiet Sierra Leone People's Party. Han var været Sierra Leones premierminister siden 30. april 2021, og før da var han landets finansminister fra 12. april 2018.
Saffa har en bachelorgrad i økonomi fra Fourah Bay College, University of Sierra Leone og en Master of Arts-grad i økonomisk udvikling og planlægning fra Institute for Economic Development and Planning (IDEP) under FN's Økonomiske Kommission for Afrika i Dakar, Senegal.
Fra 2005 til 2011 var Saffa national generalsekretær for Sierra Leone People's Party.

## Andre aktiviteter
- African Development Bank (AfDB), Ex-Officio medlem af bestyrelsen (siden 2018)[3]
- ECOWAS Bank for Investment and Development (EBID), Ex-Officio medlem af bestyrelsen (siden 2018) [4]